# 亚洲显头拳甲
亚洲显头拳甲（学名：Acalyptomerus asiaticus）是一种鞘翅目拳甲科拳甲属昆虫。

## 形态
亚洲显头拳甲体长约为1.3至1.5毫米，呈椭圆形，背面凸起，颜色为棕色，足和触角稍浅。体表覆盖有较稀疏且均匀的刚毛。头部窄于前胸，头顶具有弧形的横脊，头腹面扁平，在复眼内侧具有触角沟，触角共9节，柄节和梗节膨大，3至6节细长，第7节变短，8至9节膨大成球形。
前胸背板横宽，背面粗糙不平，侧缘微弧形，具小锯齿，前胸腹板退化。鞘翅具有18列均匀排列的刚毛。中胸腹板具有1条中央纵脊，中胸前侧片宽大，后侧片横宽，后胸腹板横宽，后胸前侧片细长。腹部具有5节可自由活动的腹板，覆瓦式排列，向末端逐渐变窄，末节腹板近三角形。
阳茎背腹扁平，向端部逐渐均匀变尖，且生殖孔较小。

## 分布
亚洲显头拳甲分布于中国的广东、日本、泰国、印度、斯里兰卡和马来西亚等地。